# Chevrolet Cheyenne (Konzeptfahrzeug)
Der Chevrolet Cheyenne ist ein Konzeptfahrzeug, das Chevrolet 2003 erstmals auf der North American International Auto Show vorstellte.
Der Cheyenne zeigte innovative Technologien, die noch in keinem Serienfahrzeug zu finden waren, so zum Beispiel herunterklappbare Bordwände und eine besondere Pritsche. Die Pritsche des Cheyenne besitzt viele Ladeschubladen, ähnlich wie beim Honda Ridgeline. Herunterklappbare seitliche Bordwände ermöglicht ein Be- und Entladen von allen Seiten. Angetrieben wird der Wagen von einem 6,0-l-V8-Motor mit Kompressoraufladung, der ca. 373 kW (500 hp) maximale Leistung und 786 Nm (580 lbf·ft) maximales Drehmoment aufweist. Das Fahrzeug ist 5940 mm lang, 2080 mm breit und 1945 mm hoch.
Nicht zu verwechseln ist dieses Konzeptfahrzeug mit einem Ausstattungspaket gleichen Namens, das bis 1998 für den Chevrolet C-Serie verfügbar war. Auf dem mexikanischen Markt wird unter der Bezeichnung Cheyenne seit den 1980er-Jahren eine Luxusausführung des Chevrolet Silverado als Pick-up, seit 1998 als Pick-up mit vergrößerter Kabine und seit 2005 als Pick-up mit Doppelkabine angeboten.

## Quelle
- Chevrolet Cheyenne (Memento vom 16. März 2006 im Internet Archive)